# باولو سيزار سيلفا مارتينز
باولو سيزار سيلفا مارتينز (20 نوفمبر 1991 بالبرازيل - ) هو لاعب كرة قدم برازيلي في مركز الدفاع. شارك مع منتخب تيمور الشرقية لكرة القدم. أما مع النوادي، فقد لعب مع نادي اتحاد كلباء ونادي بيام وحدت خراسان وSongkhla United F.C. ‏ وC.D. Monte Carlo ‏.

## وصلات خارجية
- باولو سيزار سيلفا مارتينز على موقع قاعدة بيانات كرة القدم.إي يو (الإنجليزية)
- باولو سيزار سيلفا مارتينز على موقع ناشيونال فوتبول تيمز (الإنجليزية)
- باولو سيزار سيلفا مارتينز على موقع Soccerway.com (الإنجليزية)